# Замок Гарбеллі
Замок Гарбаллі (англ. Garbally castle) — один із замків Ірландії, розташований в приході Скегана, графство Ґолвей.

## Історія замку Гарбаллі
Замок побудував в XV столітті Малахі О'Келлі (ірл. — Malachy O'Kelly). У XV столітті клан Келлі ворогував з сусідніми кланами і з англо-норманськими феодалами і намагаючись відстояти як свою незалежність, так і незалежність Ірландії збудував низку потужних замків на своїх землях. Серед них був і замок Гарбаллі. У 1504 році замок був зруйнований МакВільямом Де Бурго в 1504 році разом із замками Моніва і Галлаг. Потім замок був частково відновлений. Самуель Левіс у 1832 році писав про те, що замок Гарбаллі ще раз зруйнував Кромвель під час громадянської війни на Британських островах (під час так званої «Війни Трьох Королівств») разом з прилеглим замком Клункурін (ірл. Clooncureen) в 40-их роках XVII століття. Нині замок в руїнах, від нього збереглися тільки фрагменти північно-західної частини. Зберіглася вежа (три поверхи), готична арка, вікна бійниці.